# Miguel Arias Cañete
Miguel Arias Cañete (* 24. února 1950, Madrid) je španělský a evropský konzervativní politik, v letech 2014–2019 byl evropský komisař pro energetiku a ochranu klimatu v Evropské komisi vedené Jean-Claude Junckerem. Jeho nominace do této pozice byla kritizována pro možný konflikt zájmů vzhledem k jeho podnikání v ropném průmyslu.
V letech 2011 až 2014 zastával funkci španělského ministra zemědělství a životního prostředí.